# Tamagotchi
Tamagotchi (たまごっち?, Tamagotchi) è un gioco elettronico portatile giapponese creato da Akihiro Yokoi e Aki Maita, e prodotto da Bandai. Si presenta come una console in miniatura, in forma di uovo, con un piccolo schermo e un'interfaccia composta da tre tasti. Il gioco consiste in un simulatore di vita il cui scopo è quello di prendersi cura di un piccolo animaletto, dandogli il necessario per vivere e impartendogli la giusta educazione.
Il gioco è stato messo in commercio da Bandai a partire dal 23 novembre 1996 in Giappone e il 1º maggio 1997 nel resto del mondo. Nel corso degli anni Bandai ne ha prodotto anche numerose versioni migliorate e con nuove funzionalità. Dal gioco elettronico sono stati tratti anche diversi videogiochi, manga e anime.
Tamagotchi ha riscosso un notevole successo, vendendo più di 82 milioni di esemplari e diventando uno dei giochi di maggior tendenza e un fenomeno di massa a cavallo tra gli anni novanta e duemila.

## Modalità di gioco
Il gioco consiste nel prendersi cura di una piccola creatura aliena chiamata Tamagotchi come se fosse un vero e proprio animale domestico, facendola crescere da un uovo fino allo stadio adulto. La creatura richiede diverse attenzioni, come dormire, mangiare, ripulire i suoi bisogni, giocare o prendersi cura di lui con una medicina nel caso si ammali; queste azioni sono svolte dal giocatore tramite tre pulsanti. È anche possibile disciplinare il Tamagotchi sgridandolo, in modo da influenzarne la personalità e l'educazione. Tramite i pulsanti si può inoltre controllarne l'età, il comportamento, la fame, il peso, la felicità e altre caratteristiche, tutte segnalate con un punteggio. Il giocatore può decidere di passare il tempo che vuole in compagnia del Tamagotchi; se l'assenza è prolungata, di tanto in tanto la creatura si fa sentire per richiedere l'attenzione del padrone. Se si trascura, si ammala o raggiunge la vecchiaia, il Tamagotchi può morire; a quel punto, tramite un tasto reset, è possibile ricominciare un nuovo ciclo con un nuovo uovo.

## Storia e pubblicazione

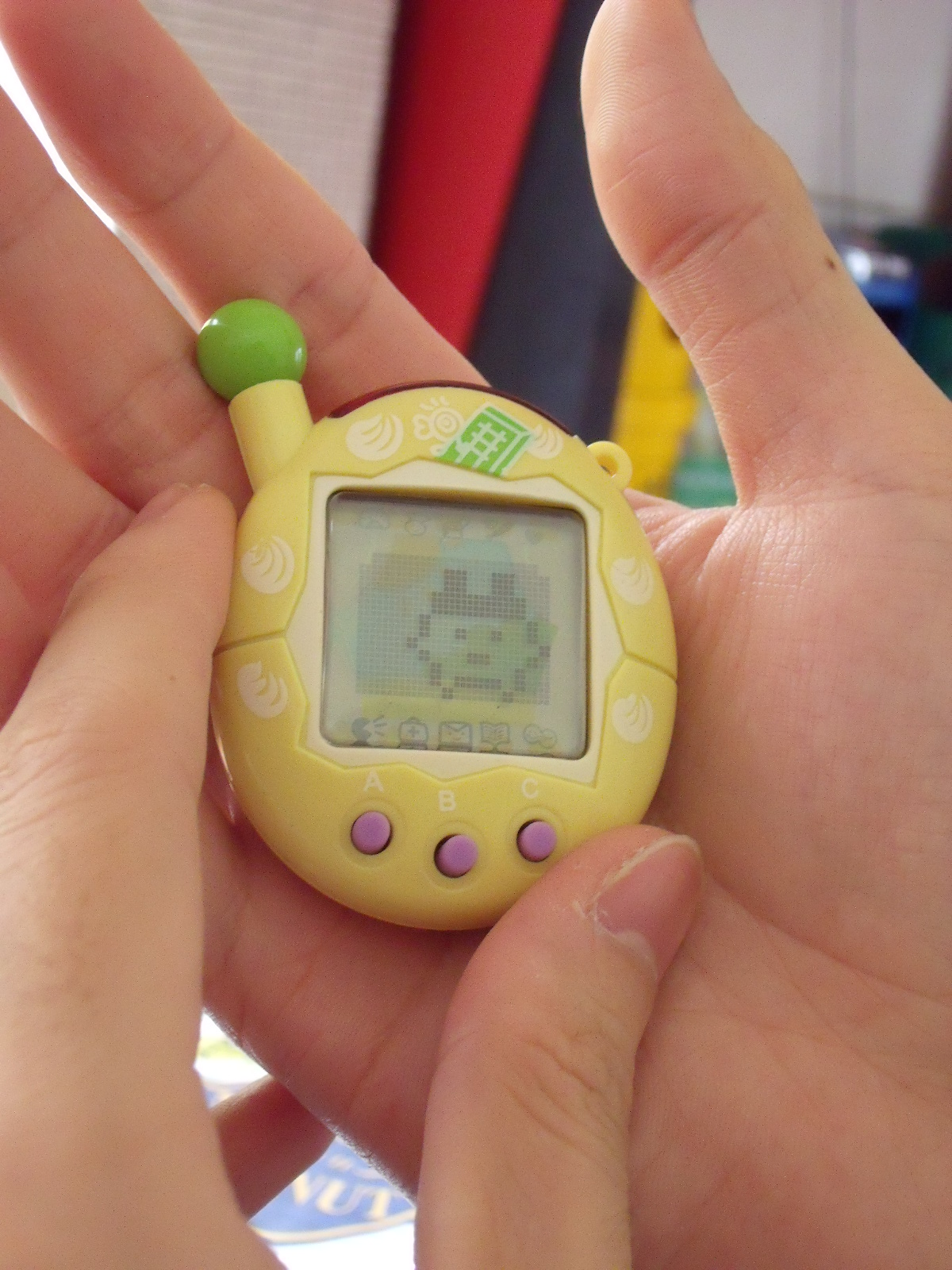
Dimensioni di un Tamagotchi

Tamagotchi è stato ideato nel 1995 da Akihiro Yokoi, direttore dell'azienda giapponese di giocattoli Wiz, come un piccolo animale da compagnia elettronico portatile. Yokoi propose il progetto alla Bandai, che lo acquistò e ne affidò lo sviluppo alla dipendente Aki Maita. Il nome riflette le caratteristiche del gioco, in quanto è l'unione delle parole tamago (たまご? «uovo») e watch («orologio da polso» in inglese). Il prodotto è stato commercializzato per la prima volta in Giappone il 23 novembre 1996 e indirizzato inizialmente a una platea esclusivamente femminile. Nel corso del 1997 Tamagotchi è stato poi esportato in tutto il mondo in tantissime varianti nella forma e nel colore, e con nuove versioni aggiornate e contenenti ulteriori funzionalità.
Nel 2004 Bandai ha ampliato il gioco con nuove funzioni con l'uscita di Tamagotchi Plus, commercializzato in occidente con il nome di Tamagotchi Connection. Tramite l'inclusione di porte a infrarossi i dispositivi potevano ora collegarsi tra loro, dotando i Tamagotchi della possibilità di accoppiarsi con altri simili e generare dei Tamababy, comunicare con altri Tamagotchi, comprare oggetti o cibo al Tamashop usando i punti accumulati tramite minigiochi o leggere le Tamanews. Anche di Tamagotchi Connection sono uscite numerose versioni migliorate, tanto che al termine del 2007 si contano 37 edizioni pubblicate in totale da parte di Bandai a partire dal debutto del gioco nel 1996.
Nel 2008 è uscito in Giappone il primo Tamagotchi a colori, Tamagotchi+Color. A inizio 2013 Bandai ha pubblicato una versione aggiornata e migliorata del primo Tamagotchi sotto forma di applicazione mobile per sistemi operativi iOS e Android chiamata Tamagotchi L.I.F.E.. La serie più recente di modelli è Tamagotchi Meets, commercializzata in Nord America come Tamagotchi On, uscita tra il 2018 e 2019 e che offre ai giocatori una varietà di personaggi, attività e la possibilità di collegarsi con altri utenti in tutto il mondo tramite l'applicazione Tamagotchi Meets App.

## Media derivati

### Videogiochi
Sono usciti vari videogiochi per Game Boy, Nintendo DS e Wii ispirati ai personaggi e al mondo di Tamagotchi. I tre videogiochi per Game Boy riprendono il concetto originale ma con più funzionalità, inoltre si è assistiti da due personaggi umani, il Professor Banzo e la sua assistente Mikachu. Gli altri giochi come la serie Corner Shop sono ambientati sul Pianeta Tamagotchi, in cui il giocatore deve aiutare Mametchi, Memetchi e Kuchipatchi nel gestire vari negozi in città.
- Tamagotchi (1997) per Game Boy
- Game de hakken!! Tamagotchi V2 (1997) per Game Boy
- Game de hakken!! Tamagotchi osutchi to mesutchi (1997) per Game Boy
- Tamagotchi 64: Minna de Tamagotchi World (1997) per Nintendo 64
- Hoshi de hakken!! Tamagotchi (1998) per PlayStation
- Sega Saturn de hakken!! Tamagotchi Park (1998) per Sega Saturn
- Tamagotchi Connection: Corner Shop (2005) per Nintendo DS
- Tamagotchi Connection: Corner Shop 2 (2006) per Nintendo DS
- Tamagotchi: Party On! (2006) per Wii
- Tamagotchi Connection: Corner Shop 3 (2007) per Nintendo DS
- Tamagotchi no furifuri kagekidan (2007) per Wii
- Tamagotchi Connection: Corner Shop 4 (2008/2012) per Nintendo DS/Nintendo 3DS
- Tamagotchi no narikiri Channel (2009) per Nintendo DS
- Tamagotchi no narikiri Challenge (2010) per Nintendo DS
- Tamagotchi Collection (2011) per Nintendo DS
- My Tamagotchi Forever  (2018) per iOS e Android
- Tamagotchi Plaza (2025) per  Nintendo Switch
- Tamagotchi Plaza - Nintendo Switch 2 Edition (2025) per Nintendo Switch 2

### Manga
La casa editrice Shōgakukan ha pubblicato diversi manga relativi alla serie, tutti consistenti in brevi storie o vignette comiche, e indirizzati a un pubblico kodomo. Di seguito ne vengono riportati alcuni:
- Manga de hakken! Tamagotchi (まんがで発見！たまごっち? lett. "Scoperti in un manga! Tamagotchi") è un manga yonkoma di Hideki Goto. È stato pubblicato sulla rivista CoroCoro Comic dal 1997 al 1999 e poi raccolto in due volumi tankōbon.
- Minna de Tamagotchi (みんなでたまごっち?) è un manga di Abe Sayori, pubblicato il 25 febbraio 1999 in un volume.
- Acchi kocchi Tamagotchi Town (あっちこっちたまごっちタウン?) è un manga di Kagari Junko. Comprende otto volumi, pubblicati da luglio 2005 a giugno 2009, e due speciali.
- GOGO! Tama Tama Tamagotchi (GOGO！たまたま・たまごっち?) è un manga di Yascorn, pubblicato dal 28 novembre 2005 al 19 settembre 2009 in dieci volumi.
- GOGO♪ Tamagotchi! (GOGO♪たまごっち！?) è un manga di Yascorn, adattamento della prima parte dell'anime Tamagotchi!. È stato pubblicato sulla rivista Pucchigumi da febbraio 2010 a dicembre 2011.

### Anime
Tamagotchi ha ricevuto diversi adattamenti anime. Una prima serie televisiva, intitolata TV de hakken! Tamagotchi (TVで発見!! たまごっち?), è stata prodotta da Bandai Visual e Gallop e trasmessa su TV Tokyo dal 7 luglio 1997 al 21 marzo 1998. Essa comprende 27 episodi della durata di circa un minuto e non presenta dialoghi. Il 12 luglio 1997 al festival Toei Summer Fair è stato proiettato il cortometraggio Tamagotchi honto no hanashi (たまごっちホントのはなし?). Il film dura nove minuti ed è stato prodotto da Toei Animation e diretto da Mitsuo Hashimoto.
Dopo un intervallo di dieci anni, Oriental Light and Magic ha prodotto nuovi anime di Tamagotchi. La serie in dodici episodi Let's Go! Tamagotchi (さぁイコー! たまごっち?, Saikō! Tamagotchi) è stata trasmessa in Giappone dal 1º dicembre 2007 al 16 febbraio 2008 sul canale satellitare BS11. L'opera è stata la prima a essere distribuita all'estero: Bandai America l'ha infatti doppiata e resa disponibile gratuitamente sul proprio canale YouTube da dicembre 2008 con audio inglese o giapponese e sottotitoli in sette lingue. Sempre nel 2007, il 15 dicembre, Toho ha distribuito il primo film cinematografico di Tamagotchi: Tamagotchi - The Movie: Persi nello spazio!. L'anno successivo, il 20 dicembre 2008, è uscito un secondo film intitolato Eiga! Tamagotchi - Uchū ichi happy na monogatari!?. Il secondo film è stato preceduto il 12 dicembre 2008 da Tamagotchi Original Anime (たまごっちオリジナルアニメ?), un original net anime in tre episodi pubblicato da Bandai sul proprio canale YouTube.
A partire dal 2009 viene realizzata sempre da Oriental Light and Magic una nuova serie televisiva, Tamagotchi! (たまごっち!?), che viene trasmessa su TV Tokyo dal 12 ottobre 2009 al 3 settembre 2012. Essa conta 143 episodi della durata di 24 minuti. A questa fanno seguito tre serie sequel, Tamagotchi! Yume Kira Dream, Tamagotchi! Miracle Friends e Go-Go Tamagotchi!, trasmesse fino a 26 marzo 2015 per altri 128 episodi totali.

## Accoglienza

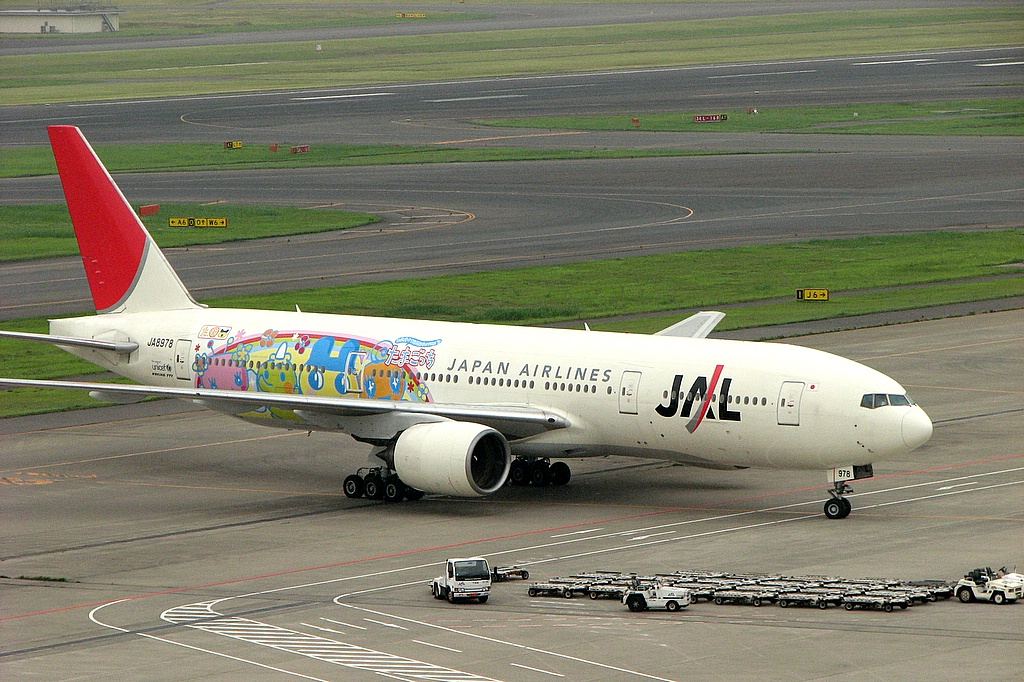
Un velivolo della compagnia aerea Japan Airlines con una livrea a tema Tamagotchi

Tamagotchi riscosse un enorme successo al momento dell'uscita, diventando un vero e proprio fenomeno di massa. Le vendite globali, favorite dal basso prezzo, dalla moda e dal passaparola, raggiunsero in breve tempo i 40 milioni di unità, con picchi di vendite in Giappone di un prodotto al secondo e in Nord America di quindici al minuto. Sull'onda del successo del gioco videro la luce numerosi cloni di altri produttori e imitazioni non autorizzate. L'interesse per il Tamagotchi, perlomeno in Occidente, calò però poi con la stessa rapidità con cui era iniziato. Nel corso di pochi anni la concorrenza di prodotti affini, l'uscita di videogiochi sempre più complessi con cui il Tamagotchi non poteva tenere il passo e la perdita di interesse dei giocatori, che non avevano sempre la costanza di dedicare al gioco tutta l'attenzione che richiedeva, fecero tramontare la moda. Il gioco tuttavia non ha mai smesso di essere prodotto, rinnovato e venduto, con occasionali rilanci in grande stile anche in Occidente, ad esempio nel 2004 con Tamagotchi Connection e nel 2019 con Tamagotchi On. Nel 2017, secondo i dati forniti da Bandai le vendite complessive hanno raggiunto gli 82 milioni di unità.
Il Tamagotchi è considerato un apripista nello sviluppo tecnologico, per essere stato uno dei primi esempi di gioco, o più in generale di macchina, che simula efficacemente la vita, generando nei proprietari dei veri e propri sentimenti di affezione, intimità e connessione per la creatura digitale, e popolarizzando così il concetto di "effetto Tamagotchi". Frequenti erano anche casi di giocatori che venivano sconvolti dalla morte del loro animaletto digitale come un vero e proprio lutto, tanto che nel periodo di massima popolarità del gioco videro la nascita numerosi cimiteri virtuali dedicati alla loro commemorazione o aree riservate in veri cimiteri per sotterrare i propri Tamagotchi.

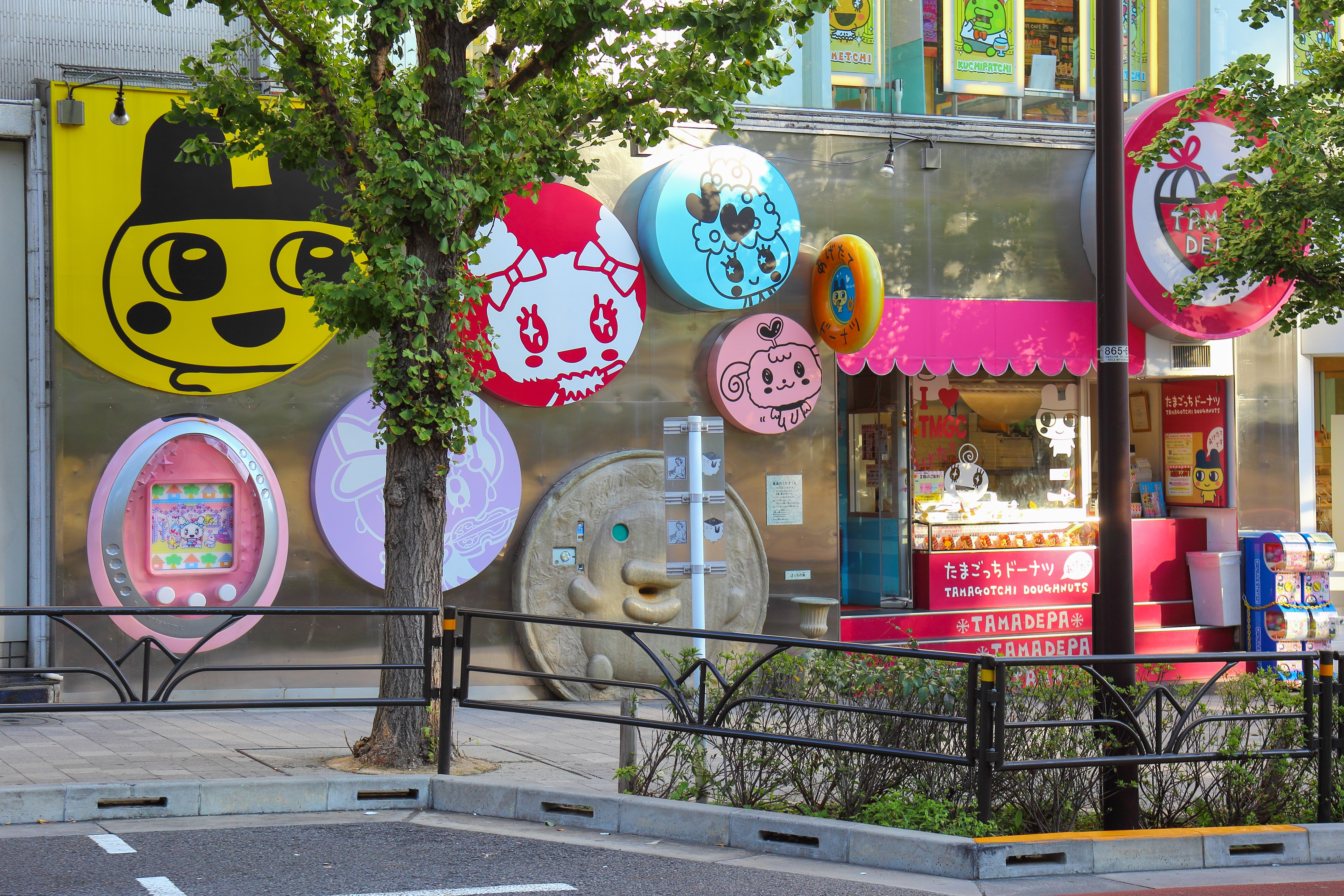
Un negozio dedicato a Tamagotchi a Harajuku

Secondo la critica videoludica, il gioco ha aperto la strada all'abitudine di portare apparecchi elettronici sempre con sé e al boom dei social media. L'influenza del Tamagotchi è individuabile in una vasta serie di giochi e videogiochi successivi, tra cui Furby, Monster Rancher, Digimon, Nintendogs , FarmVille e Puzzle & Dragons.

### Controversie
Al momento dell'uscita il gioco ha scatenato diverse polemiche per via della rappresentazione della morte e delle connesse animazioni, come quella di un fantasma con una tomba, che sono state giudicate troppo macabre per un gioco destinato ai bambini. Nonostante fosse possibile far nascere ogni volta un nuovo personaggio, la cosa è stata indicata come diseducativa: ad avallare tale tesi, i media hanno diffuso notizie di bambini svenuti o entrati in crisi di pianto per la morte del personaggio, spingendo alcuni a richiedere il ritiro del prodotto e il divieto di vendita. Poiché i primi modelli di Tamagotchi richiedevano costante attenzione da parte dei proprietari al fine di non far morire la creatura, negli anni novanta gli studenti erano soliti portare il loro gioco anche a scuola; ciò causò le proteste degli insegnanti per la costante fonte di disattenzione e le frequenti interruzioni alla lezione, portando molte scuole a bandire il prodotto.

### Riconoscimenti
Per la creazione del Tamagotchi, i due creatori, Akihiro Yokoi e Aki Maita, sono stati insigniti nel 1997 del satirico premio Ig Nobel per l'economia, con la motivazione: «per aver dirottato le ore lavorative di milioni di persone nell'allevamento di animaletti virtuali». Nel 2005, Tamagotchi Connection è stato premiato dalla Toy Retailers Association britannica con il Toy of the Year Award per il miglior gioco dell'anno.